# Balanetta
Balanetta is een geslacht van weekdieren uit de klasse van de Gastropoda (slakken).

## Soorten
- Balanetta amydrozona (Melvill, 1906)
- Balanetta baylii Jousseaume, 1875
- Balanetta cylichnella (May, 1918)
- Balanetta pisum (Reeve, 1865)